# Vasilios Konstantinou
Vasilios Konstantinou (in greco Βασίλειος Κωνσταντίνου?; Ginevra, 13 settembre 1992) è un altista cipriota.

## Palmarès
| Anno | Manifestazione                   | Sede         | Evento        | Risultato | Prestazione | Note                                     |
| ---- | -------------------------------- | ------------ | ------------- | --------- | ----------- | ---------------------------------------- |
| 2009 | Mondiali allievi                 | Bressanone   | Salto in alto | 15º (q)   | 2,07 m      |                                          |
| 2010 | Mondiali juniores                | Moncton      | Salto in alto | 27º (q)   | 2,05 m      |                                          |
| 2013 | Giochi piccoli stati europei     | Lussemburgo  | Salto in alto | Oro       | 2,12 m      |                                          |
| 2013 | Europei under 23                 | Tampere      | Salto in alto | 15º (q)   | 2,17 m      |                                          |
| 2014 | Camp. del Mediterraneo U23       | Aubagne      | Salto in alto | Oro       | 2,18 m      |                                          |
| 2014 | Giochi del Commonwealth          | Glasgow      | Salto in alto | 17º (q)   | 2,11 m      |                                          |
| 2015 | Giochi piccoli stati europei     | Reykjavík    | Salto in alto | Oro       | 2,18 m      |                                          |
| 2015 | Campionati balcanici             | Pitești      | Salto in alto | 6º (q)    | 2,15 m      |                                          |
| 2016 | Campionati balcanici indoor      | Istanbul     | Salto in alto | Oro       | 2,20 m      |                                          |
| 2016 | Campionati piccoli stati europei | Marsa        | Salto in alto | Oro       | 2,16 m      |                                          |
| 2016 | Europei                          | Amsterdam    | Salto in alto | 9º        | 2,24 m      |                                          |
| 2016 | Campionati balcanici             | Pitești      | Salto in alto | Oro       | 2,23 m      |                                          |
| 2017 | Campionati balcanici indoor      | Belgrado     | Salto in alto | Oro       | 2,25 m      |                                          |
| 2017 | Europei indoor                   | Belgrado     | Salto in alto | 9º (q)    | 2,25 m      |                                          |
| 2017 | Giochi piccoli stati europei     | Serravalle   | Salto in alto | Oro       | 2,21 m      |                                          |
| 2018 | Campionati balcanici indoor      | Istanbul     | Salto in alto | Argento   | 2,18 m      |                                          |
| 2018 | Giochi del Commonwealth          | Gold Coast   | Salto in alto | 18º (q)   | 2,10 m      |                                          |
| 2018 | Giochi del Mediterraneo          | Tarragona    | Salto in alto | 4º        | 2,20 m      |                                          |
| 2018 | Europei                          | Berlino      | Salto in alto | 26º (q)   | 2,11 m      |                                          |
| 2018 | Campionati balcanici             | Stara Zagora | Salto in alto | 4º        | 2,15 m      |                                          |
| 2020 | Campionati balcanici indoor      | Istanbul     | Salto in alto | 5º        | 2,15 m      |                                          |
| 2024 | Europei                          | Roma         | Salto in alto | 14º (q)   | 2,17 m      | Miglior prestazione personale stagionale |

## Altre competizioni internazionali
2014
- Argento agli Europei a squadre ( Tbilisi), salto in alto - 2,14 m

2015
- Bronzo agli Europei a squadre ( Stara Zagora), salto in alto - 2,15 m

2017
- Oro agli Europei a squadre ( Tel Aviv), salto in alto - 2,21 m